# Солманово
Солманово — деревня в составе сельского поселения Жаворонковское Одинцовского муниципального района в Московской области.

## История
Впервые в исторических документах деревня встречается в писцовой книге 1627 года, согласно которой в поместье Салмановых находилась деревня Большая, Вакорино тож, с 2 людскими дворами и 2 жителями, в 1646 году числился двор вотчинника и 8 человек «деловых людей». В переписи 1678 года значится сельцо, что была деревня Большая, Вакорино тож, с двором вотчинника, в котором было 6 дворовых, 2 двора крестьянски и 3 бобыльских, с 19 жителями. В 1686 году в сельце построили Богородицкую церковь и оно стало именоваться селом Вакориным-Богородским, в 1697 году — храм во имя Рождества Христова. По описанию 1704 года в селе Вакорине две церкви, двор вотчинника, двор скотный, в котором жили «деловые люди», и 8 крестьянских дворов.
По Экономическим примечаниям 1800 года в селе Богородское, Салманово тож, 18 дворов, 103 души мужского и 107 женского пола, деревянная церковь Смоленской Божьей Матери. На 1852 год в сельце Салманове числилось 12 дворов, 50 мужчины и 53 женщины, в 1890 году — 100 человек. По Всесоюзной переписи 17 декабря 1926 года числилось 31 хозяйство и 147 жителей, по переписи 1989 года — 70 хозяйств и 125 жителей. До 2006 года Солманово входило в состав Ликинского сельского округа.

## География
Солманово расположено в 30 км к юго-западу от центра Москвы и в 7 км к юго-западу от центра Одинцова, на Минском шоссе. На востоке к деревне примыкает посёлок городского типа Лесной Городок, на юге — коттеджный посёлок «Солманово поле». С других сторон деревня окружена лесными массивами. Через Солманово протекает ручей, являющийся правым притоком Ликовы. Высота центра над уровнем моря 192 м.

## Население
По состоянию на 2010 год численность официально зарегистрированного населения составляет 173 человека.

## Экономика
В Солманово функционирует торгово-складской комплекс.

## Транспорт
Через Солманово проходит трасса Минского шоссе.
Автобусные маршруты связывают деревню с городами Москва, Одинцово, Краснознаменск, Можайск, Кубинка, Голицыно, Верея, посёлками городского типа Тучково, Новоивановское, селом Жаворонки. Однако ближайшая автобусная остановка расположена в соседнем посёлке городского типа Лесной Городок.
Ближайшая железнодорожная станция Лесной Городок находится в 0,5 км от строящейся части деревни и в 1 км от границы существующей части.

## Архитектура и достопримечательности
Историческая часть застройки Солманово представляет собой частные дома. В восточной части деревни идёт строительство крупного комплекса, состоящего из 95 малоэтажных многоквартирных жилых домов с объектами рекреационно-досугового и социально-бытового назначения. Дома строятся в едином стиле, заявленном как «европейский», с ярко декорированными фасадами. Однако особенностью жилого комплекса является чрезвычайно плотная застройка. Также в деревне есть небольшое озеро.

## Спорт
В Солманово имеется крупный комплекс стендовой стрельбы — спортинг-клуб «Москва», в который входят в том числе гостиница, ресторан и зал для боулинга.

## Религия
На территории спортинг-клуба «Москва» в 2000-х годах была построена деревянная рубленая часовня Иконы Божией Матери Молченская.